# Ruwenzorisorex suncoides
Ruwenzorisorex suncoides é uma espécie de insetívoro da família Soricidae. POde ser encontrado na República Democrática do Congo, Uganda, Ruanda e Burundi. É a única espécie do gênero Ruwenzorisorex.